# Archiulus caspius
Archiulus caspius är en mångfotingart som beskrevs av Hans Lohmander 1928. Archiulus caspius ingår i släktet Archiulus och familjen kejsardubbelfotingar. Inga underarter finns listade i Catalogue of Life.